# Министерство национального образования Польши
Министерство национального образования Польши — орган исполнительной власти, ответственный за польскую систему образования. За все время существования министерство несколько раз меняло название, нынешний орган был создан 5 мая 2006 года путём разделения Министерства образования и науки на две части. В прерогативу Министерства не входило высшее образование, которое подпадало под юрисдикцию Министерства науки и высшего образования.
1 января 2021 года второй кабинет Матеуша Моравецкого упразднил министерство. Функции переданы Министерству образования и науки.  Министерство было восстановлено с 1 января 2024 года согласно постановлению Совета Министров от 16 декабря 2023 года путём разделения Министерства образования и науки в третьем кабинете Дональда Туска.

## История
Министерство образования Польши, известное как Эдукационная комиссия появилось при короле Станиславе Августе Понятовском 14 октября 1773 года и стало первым таким в мире.
3 января 1918 после обретения Польшей независимости было основано Министерство по делам религии и народного образования, просуществовавшее до 1939 года.
После второй мировой войны министерство было воссоздано в ПНР.
5 мая 2006 создано Министерство национального образования Третьей Речи Посполитой.
17 декабря 2020 года Совет министров принял постановление о ликвидации министерства, вступившее в силу уже 1 января 2021 года.

## Основные задачи
- решение вопросов, связанных с дошкольным, общим и профессиональным образованием
- создание и выпуск учебных программ, учебников и учебных пособий;
- разработка внешних экзаменов
- стипендиальная помощь студентам;
- поиск новых учителей, и вопросы, связанные с их карьерным ростом и заработной платой

## Министры

### Председатели Эдукационной комиссии
| Имя                      | Начало полномочий | Окончание полномочий |
| ------------------------ | ----------------- | -------------------- |
| Игнаций Якуб Массальский | 1773              | 1776                 |
| Михал Ежи Понятовский    | 1776              | 1794                 |

### Министры по делам религии и образования
| Имя                        | Имя                        | Начало полномочий | Окончание полномочий             | Партия                                            |
| -------------------------- | -------------------------- | ----------------- | -------------------------------- | ------------------------------------------------- |
|                            | Ксаверий Праусс            | 17 ноября 1918    | 16 января 1919                   | Беспартийный                                      |
| Ян Лукасевич               | 16 января 1919             | 9 декабря 1919    |                                  | Беспартийный                                      |
| Тадеуш Лопушаньский        | 13 декабря 1919            | 24 июля 1920      |                                  | Беспартийный                                      |
|                            | Мацей Ратай                | 24 июля 1920      | 13 сентября 1921                 | Польская народная партия «Пяст»                   |
|                            | Антоний Пониковский        | 19 сентября 1921  | 6 июня 1922                      | Польская партия христианской демократии           |
|                            | Юлиан Новак                | 31 июля 1922      | 21 августа 1922                  | Национальная правая партия                        |
| Казимеж Куманецкий         | 21 августа 1922            | 14 декабря 1922   | Беспартийный                     |                                                   |
| Юзеф Микуловский-Поморский | 16 декабря 1922            | 26 мая 1923       | Национально-государственный союз |                                                   |
| Станислав Гломбиньский     | 28 мая 1923                | 14 сентября 1923  | Народный национальный союз       |                                                   |
|                            | Болеслав Миклашевский      | 19 декабря 1923   | 11 декабря 1924                  | Польская социалистическая партия                  |
|                            | Станислав Грабский         | 25 марта 1925     | 15 мая 1926                      | Народный национальный союз                        |
|                            | Юзеф Микуловский-Поморский | 15 мая 1926       | 7 июля 1926                      | Национально-государственный союз                  |
| Антоний Суйковский         | 7 июля 1926                | 30 сентября 1926  | Беспартийный                     |                                                   |
|                            | Казимеж Бартель            | 2 октября 1926    | 9 января 1927                    | Польская народная партия Освобождение             |
|                            | Густав Добруцкий           | 9 января 1927     | 27 июня 1928                     | Партия труда                                      |
|                            | Казимеж Свитальский        | 26 июня 1928      | 13 апреля 1929                   | Беспартийный блок сотрудничества с правительством |
| Славомир Червиньский       | 16 июня 1929               | 4 августа 1931    |                                  | Беспартийный блок сотрудничества с правительством |
| Януш Енджеевич             | 12 августа 1931            | 23 февраля 1934   |                                  | Беспартийный блок сотрудничества с правительством |
| Вацлав Енджеевич           | 23 февраля 1934            | 12 октября 1935   |                                  | Беспартийный блок сотрудничества с правительством |
|                            | Войцех Свентославский      | 5 декабря 1935    | 30 сентября 1939                 | Беспартийный                                      |

### Министры образования
| Имя                   | Имя                   | Начало полномочий | Окончание полномочий | Партия                               |
| --------------------- | --------------------- | ----------------- | -------------------- | ------------------------------------ |
|                       | Станислав Скжешевский | 31 декабря 1944   | 28 июня 1945         | Польская рабочая партия              |
|                       | Чеслав Выцех          | 28 июня 1945      | 5 февраля 1947       | Объединенная народная партия         |
|                       | Станислав Скжешевский | 6 февраля 1947    | 7 июля 1950          | Польская рабочая партия              |
|                       | Витольд Яросиньский   | 7 июля 1950       | 4 августа 1956       | Польская объединенная рабочая партия |
| Феликс Барановский    | 11 сентября 1956      | 13 ноября 1956    |                      | Польская объединенная рабочая партия |
| Владислав Беньковский | 13 ноября 1956        | 27 октября 1959   |                      | Польская объединенная рабочая партия |
| Вацлав Тулодзецкий    | 27 октября 1959       | 11 ноября 1966    |                      | Польская объединенная рабочая партия |

### Министры просвещения и высшего образования
| Имя | Имя              | Начало полномочий | Окончание полномочий | Партия                               |
| --- | ---------------- | ----------------- | -------------------- | ------------------------------------ |
|     | Генрик Яблонский | 11 ноября 1966    | 28 марта 1972        | Польская объединенная рабочая партия |

### Министры образования и воспитания
| Имя                          | Имя             | Начало полномочий | Окончание полномочий | Партия                               |
| ---------------------------- | --------------- | ----------------- | -------------------- | ------------------------------------ |
|                              | Ежи Куберский   | 29 марта 1972     | 8 февраля 1979       | Польская объединенная рабочая партия |
| Юзеф Тейхма                  | 8 февраля 1979  | 2 апреля 1980     |                      | Польская объединенная рабочая партия |
| Кшиштоф Крушевский           | 3 апреля 1980   | 12 февраля 1981   |                      | Польская объединенная рабочая партия |
| Болеслав Фарон               | 12 февраля 1981 | 6 ноября 1985     |                      | Польская объединенная рабочая партия |
| Йоанна Михаловская-Гумовская | 12 ноября 1985  | 23 октября 1987   |                      | Польская объединенная рабочая партия |

### Министры национального образования
| Имя                   | Имя               | Начало полномочий | Окончание полномочий | Партия                               |
| --------------------- | ----------------- | ----------------- | -------------------- | ------------------------------------ |
|                       | Хенрик Беднарский | 23 октября 1987   | 14 октября 1988      | Польская объединенная рабочая партия |
| Яцек Фисяк            | 14 октября 1988   | 1 августа 1989    |                      | Польская объединенная рабочая партия |
|                       | Хенрик Самсонович | 12 сентября 1989  | 14 декабря 1990      | Солидарность                         |
|                       | Роберт Гленбоцкий | 12 января 1991    | 5 декабря 1991       | Беспартийный                         |
| Анджей Стельмаховский | 23 декабря 1991   | 5 июня 1992       |                      | Беспартийный                         |
| Здобыслав Флисовский  | 11 июля 1992      | 26 октября 1993   |                      | Беспартийный                         |
|                       | Александр Лучак   | 26 октября 1993   | 1 марта 1995         | Польская народная партия             |
|                       | Рышард Чарный     | 4 марта 1995      | 26 января 1996       | Социал-демократия Республики Польша  |
| Ежи Вятр              | 15 февраля 1996   | 17 октября 1997   |                      | Социал-демократия Республики Польша  |
|                       | Мирослав Хандке   | 31 октября 1997   | 20 июля 2000         | Избирательная Акция Солидарность     |
| Эдмунд Виттбродт      | 20 июля 2000      | 19 октября 2001   |                      | Избирательная Акция Солидарность     |

### Министры национального образования и спорта
| Имя | Имя               | Начало полномочий | Окончание полномочий | Партия                         |
| --- | ----------------- | ----------------- | -------------------- | ------------------------------ |
|     | Кристина Любацкая | 19 октября 2001   | 2 мая 2004           | Союз демократических левых сил |
|     | Мирослав Савицкий | 2 мая 2004        | 1 сентября 2005      | Беспартийный                   |

### Министры национального образования
| Имя | Имя               | Начало полномочий | Окончание полномочий | Партия       |
| --- | ----------------- | ----------------- | -------------------- | ------------ |
|     | Мирослав Савицкий | 1 сентября 2005   | 31 октября 2005      | Беспартийный |

### Министр образования и науки
| Имя | Имя               | Начало полномочий | Окончание полномочий | Партия                 |
| --- | ----------------- | ----------------- | -------------------- | ---------------------- |
|     | Михал Северинский | 31 октября 2005   | 5 мая 2006           | Право и справедливость |

### Министры национального образования
| Имя                       | Имя              | Начало полномочий | Окончание полномочий | Партия                 |
| ------------------------- | ---------------- | ----------------- | -------------------- | ---------------------- |
|                           | Роман Гертых     | 5 мая 2006        | 13 августа 2007      | Лига польских семей    |
|                           | Рышард Легутко   | 13 августа 2007   | 16 ноября 2007       | Право и справедливость |
|                           | Каталина Халл    | 16 ноября 2007    | 18 ноября 2011       | Беспартийная           |
|                           | Кристина Шумилас | 18 ноября 2011    | 27 ноября 2013       | Гражданская платформа  |
| Йоанна Клузик-Ростковская | 27 ноября 2013   | 16 ноября 2015    |                      | Гражданская платформа  |
|                           | Анна Залевская   | 16 ноября 2015    | 4 июня 2019          | Право и справедливость |
| Дариуш Пионтковский       | 4 июня 2019      | 19 октября 2020   |                      | Право и справедливость |
| Пшемыслав Чарнек          | 19 октября 2020  | 1 января 2021     |                      | Право и справедливость |

### Министры образования и науки
| Имя            | Имя              | Начало полномочий | Окончание полномочий | Партия                 |
| -------------- | ---------------- | ----------------- | -------------------- | ---------------------- |
|                | Пшемыслав Чарнек | 19 октября 2020   | 27 ноября 2023       | Право и справедливость |
| Кшиштоф Щуцкий | 27 ноября 2023   | 13 декабря 2023   |                      | Право и справедливость |

### Министры национального образования
| Имя | Имя              | Начало полномочий | Окончание полномочий | Партия              |
| --- | ---------------- | ----------------- | -------------------- | ------------------- |
|     | Барбара Новацкая | 13 декабря 2023   |                      | Польская инициатива |